# Port lotniczy New Halfa
Port lotniczy New Halfa (IATA: NHF, ICAO: HSNW) – port lotniczy położony w New Halfa, w Sudanie.